# Kotlar
Kotlar (persiska: کتلر) är en ort i Iran.   Den ligger i provinsen Khorasan, i den nordöstra delen av landet, 600 km öster om huvudstaden Teheran. Kotlar ligger 1 777 meter över havet och antalet invånare är 233.
Terrängen runt Kotlar är lite bergig.Runt Kotlar är det ganska glesbefolkat, med 50 invånare per kvadratkilometer. Närmaste större samhälle är Qūchān, 16,0 km norr om Kotlar. Omgivningarna runt Kotlar är i huvudsak ett öppet busklandskap.